# Església de Santa Anna de Vílnius
L'Església de Santa Anna (en lituà: Šv Onos Baznycia) és un temple catòlic situat al Centre històric de Vílnius, en la riba dreta del riu Vílnius. És un exemple destacat de gòtic flamíger. Santa Anna és un emblema de la ciutat antiga, que va permetre que el districte fos inclòs en la llista de Patrimoni de la Humanitat de la UNESCO.

## Història
Lituània és dels països bàltics, que té menys arquitectura gòtica, a causa de la seva tardana cristianització que va tenir lloc el 1386. La primera referència a un temple situat en el lloc de l'actual església, data de 1396, va ser un temple probablement de fusta, dedicat a Santa Anna, mare[de la Verge Maria, y patrona d'Anna de Lituània, la primera esposa de Vitautas el Gran, es va projectar per l'ús dels catòlics alemanys i d'altres visitants, aquest temple va ser destruït per un incendi el 1419. L'actual església es va construir de maó per iniciativa del Gran Duc de Lituània Alexandre de Polònia entre 1495 i 1500 i es va consagrar el 1501. L'exterior de l'església s'ha mantingut pràcticament sense canvis des d'aleshores. El 1582, a causa dels greus danys ocasionats per altre incendi, es va reconstruir l'interior, essent finançades les obres per Mikolaj Krzysztof Radziwiłł i Jerzy Radziwiłł. L'any 1747, l'església va patir noves reparacions sota la supervisió de l'arquitecte Johann Christoph Glaubitz.
Segons una llegenda molt coneguda, el 1812, l'emperador Napoleó, després de veure l'església durant la guerra franco-russa, va expressar el seu pesar per no poder endur-se el temple a París, en el «palmell de la seva mà». L'església va ser renovada el 1902-1909, quan es van descobrir els arcs laterals i les parets van ser reforçades amb ferro. Novament entre 1960 i 1970 es van restaurar les torres que es trobaven en mal estat. La reconstrucció més recent es va realitzar l'any 2009, quan es va reemplaçar la coberta, es van reforçar elements de la façana i es van reconstruir part de les agulles que faltaven de les torres laterals.

## Arquitectura

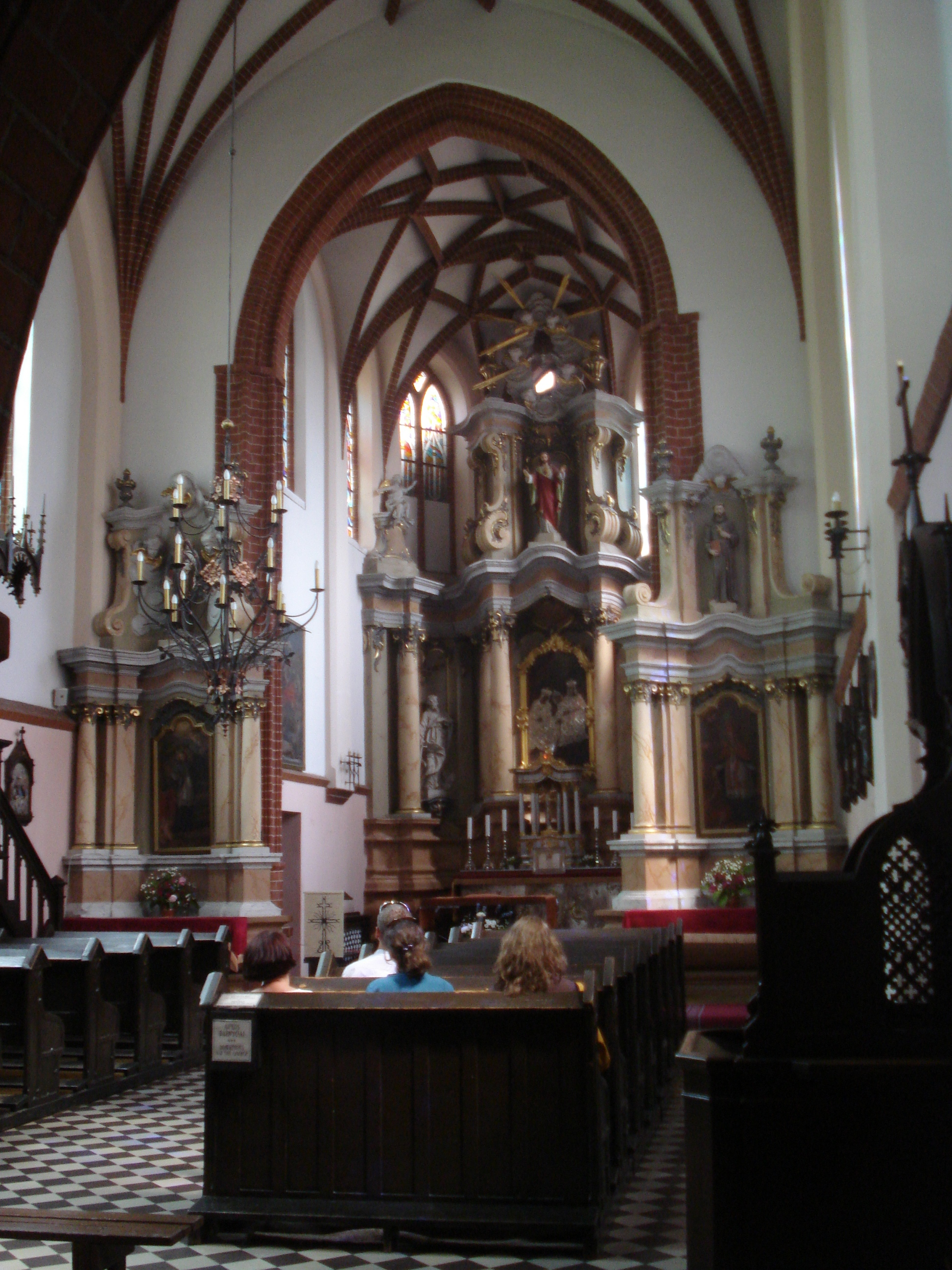
Interior del temple.

El projecte de construcció del temple s'ha atribuït tant a Enkinger Michael, arquitecte d'una església del mateix nom a Varsòvia, i a Benedikt Rejt, sense que existeixi constància escrita que atesti cap de les atribucions. L'església de Santa Anna forma part d'un conjunt, que comprèn l'església gòtica de Sant Francesc i el monestir de Sant Bernardí.
Es va utilitzar a la construcció de l'església un nou enfocament del maó com a material de construcció. La façana principal, dissenyada en estil gòtic flamíger, és la seva característica més vistosa, en la qual els elements i formes gòtiques tradicionals es van usar de forma singular; els arcs gòtics estan emmarcades per elements rectangulars creant una façana de formes proporcionades i simètriques, que proporcionen una impressió de dinamisme. D'acord amb l'arquitecte i historiador de l'art lituà, Vladas Drema, a la façana de l'església, es repeteixen els patrons dels pilars de Gediminas, un dels símbols de la nació lituana.
L'església té una sola nau i dues torres. Es va construir amb 33 diferents tipus de maons d'argila i pintats de vermell. L'interior va ser decorat en estil barroc, així com el seu altar. El campanar d'imitació neogòtic va ser construït en la dècada de 1870 segons el projecte de l'arquitecte rus Nikolai Chagin.